# Hugo Miguel
Hugo Filipe Ferreira de Campos Moreira Miguel (Lissabon, 16 januari 1977) is een Portugees voormalig voetbalscheidsrechter. Hij was in dienst van FIFA en UEFA tussen 2013 en 2021. Ook leidde hij van 2006 tot 2022 wedstrijden in de Primeira Liga.
Op 5 november 2006 leidde Miguel zijn eerste wedstrijd in de Portugese nationale competitie. Tijdens het duel tussen Académica Coimbra en Estrela Amadora (2–0) trok de leidsman viermaal de gele kaart, twee voor beide teams. In Europees verband debuteerde hij tijdens een wedstrijd tussen Crusaders en Rosenborg BK in de voorronde van de UEFA Europa League; het eindigde in 1–2 en Miguel hield zijn kaarten het gehele duel op zak. Zijn eerste interland floot hij op 11 augustus 2010, toen Angola met 0–2 verloor van Uruguay door doelpunten van invallers Edinson Cavani en Abel Hernández. Tijdens dit duel hield Miguel zijn kaarten op zak.

## Interlands
| Datum            | Plaats                    | Wedstrijd                   | Uitslag | Competitie        | Kreeg geel | Kreeg voor de tweede keer geel en dus rood | Weggestuurd |
| ---------------- | ------------------------- | --------------------------- | ------- | ----------------- | ---------- | ------------------------------------------ | ----------- |
| 11 augustus 2010 | Lissabon, Portugal        | Angola – Uruguay            | 0 – 2   | Vriendschappelijk | 0          | 0                                          | 0           |
| 9 januari 2013   | Loulé, Portugal           | Kaapverdië – Nigeria        | 0 – 0   | Vriendschappelijk | 6          | 0                                          | 0           |
| 19 november 2013 | Loulé, Portugal           | Gibraltar – Slowakije       | 0 – 0   | Vriendschappelijk | 0          | 0                                          | 0           |
| 5 maart 2014     | Sankt Gallen, Zwitserland | Zwitserland – Kroatië       | 2 – 2   | Vriendschappelijk | 3          | 0                                          | 0           |
| 1 juni 2016      | Brussel, België           | België – Finland            | 1 – 1   | Vriendschappelijk | 0          | 0                                          | 0           |
| 23 maart 2018    | Athene, Griekenland       | Griekenland – Zwitserland   | 0 – 1   | Vriendschappelijk | 1          | 0                                          | 0           |
| 6 september 2018 | Llagostera, Spanje        | Trinidad en Tobago – V.A.E. | 2 – 0   | Vriendschappelijk | 4          | 0                                          | 0           |